# Spongosorites andamensis
Spongosorites andamensis är en svampdjursart som beskrevs av Pattanayak 2006. Spongosorites andamensis ingår i släktet Spongosorites och familjen Halichondriidae. Inga underarter finns listade i Catalogue of Life.